# 7604 Kridsadaporn
7604 Kridsadaporn là một tiểu hành tinh bay qua Sao Hỏa được R. H. McNaught phát hiện ngày 31 tháng 8 năm 1995 ở đài thiên văn Siding Spring gần thị trấn Coonabarabran, Úc.